# 우크라이나 반파시스트 위원회
우크라이나 반파시스트 위원회(우크라이나어: Антифашистский комитет Украины)는 우크라이나에서 반파시즘 활동을 하는 단체이다.

## 역사
이 조직은 2006년 창설되었다. 2014년 3월 3일 이 조직은 우크라이나에서 크림 반도의 분리독립을 지원했다. 2014년 4월 18일, 이 조직은 우크라이나 과도 정부가 조국을 전쟁에 휘말리게 하였으며,
경제를 파탄내었고, 월급과 연금 등을 삭감하였고, 교육과 의료, 문화, 군대의 수준을 사실상 엉망으로 만들었다며 거센 비판을 가했다.